# Wichmann I il Vecchio
Wichmann I, (scritto anche Wigmann o Wichman) detto il Vecchio, (... – 23 aprile 944) fu un membro della dinastia dei Billunghi e conte di Stade.

## Biografia
Era fratello di Amelung, vescovo di Verden e Ermanno, duca di Sassonia.
Dopo la morte di Lotario II di Stade, ne acquisì la contea a discapito dei figli.
Nel 938 Wichmann si ribellò perché a suo fratello minore Ermanno, nella successione a Bernardo, era stato dato il comando militare delle regioni settentrionali del ducato di Sassonia. Egli riteneva di avere una pretesa maggiore per detenere la carica in virtù della sua anzianità e della sua Königsnähe (vicinanza al re), perché era legato al sovrano grazie al matrimonio con una sorella non meglio precisata della regina vedova Matilda. A lui si unirono Eberardo di Franconia e Tankmaro, fratellastro del re Ottone I. La rivolta fu presto repressa. Tankmaro morì lo stesso anno in cui lui ed Eberardo vennero sconfitti. Wichmann si alleò con alcuni slavi e fece la guerra contro i suoi connazionali. Si riconciliò con Ottone nel 941.

## Famiglia e figli
Wichmann sposò una delle tre figlie di Teodorico, Frederuna, Peretheid, o Bia, sorelle della regina Matilda, della stirpe degli Immedingi. Tuttavia, si propende che la sposa fosse Bia. Essa divenne suora dopo la morte di suo marito, morendo il 18 gennaio 971. Essi ebbero:
- Wichmann II il Giovane († 967)[2];
- Ecberto il Guercio († 994)[2];
- Bruno, vescovo di Verden († 976)[2];
- Hathui, che sposò Sigfrido, figlio di Gero I il Grande, forse madre di Gero, conte di Alsleben. Divenne poi la prima badessa dell'abbazia di Gernrode.

Wichmann e Frederuna potrebbero essere stati i genitori di Teodorico, margravio del Nordmark.